# 韩璞
韩璞（？—？），是五代十国初期朔方节度使韩洙的儿子。后唐天成三年（928年），韩洙去世，韩璞为朔方军留后，唐明宗李嗣源以韩璞为朔方军节度使。第二年，他的叔叔韩澄夺取了节度使之位。